# Galerías Santa Anita
Galerías Santa Anita es un centro comercial del tipo fashion mall ubicado al surponiente del Área Metropolitana de Guadalajara en el municipio de Tlajomulco de Zúñiga, Jalisco, México, propiedad de la empresa mexicana El Puerto de Liverpool en su división Inmobiliaria Galerías. La obra inició su construcción el 9 de enero de 2018 e inició sus operaciones el 29 de octubre de 2019 con la inauguración de la tienda departamental Liverpool, encabezado por el director general de Liverpool, José Rolando Campos.

## Historia
Galerías Santa Anita surgió el 9 de enero de 2018 cuando la empresa mexicana El Puerto de Liverpool, en conjunto con la empresa de arquitectura mexicana L35 Arquitectos iniciaron la construcción del complejo comercial en un terreno de 248,300 m² ubicado al surponiente del Área Metropolitana de Guadalajara, Jalisco, esto frente a la localidad de San Agustín en el municipio de Tlajomulco de Zúñiga en la Avenida Adolfo López Mateos Sur, el cual se contó con una inversión inicial de 2,600 millones de pesos para su edificación. La obra inició sus operaciones el 29 de octubre de 2019 con la apertura de la tienda departamental Liverpool, cuyo corte de listón inaugural fue encabezado por el director general de Liverpool, José Rolando Campos, junto con la directora de la sucursal Liverpool Santa Anita, Luz Patricia Ramos y el gerente de Liverpool Santa Anita, Guillermo Capitaine, el cual se generaron 750 empleos directos y 720 empleos indirectos, en el que se realizó una inversión de más de 950 millones de pesos para la construcción y operación de la tienda departamental.
El 12 de noviembre de 2019, inicia sus operaciones la tienda departamental Suburbia, cuya inauguración fue encabezada por el gerente de la sucursal Suburbia Santa Anita, Daniel Uribe, en el que a partir del 19 de noviembre del mismo año, el complejo comercial inicia su proceso de aperturas de tiendas a través del inicio de operaciones de las tiendas Sfera y Springfield, así como las posteriores aperturas de Cinépolis y de la tienda Timberland, las cuales fueron inauguradas el 17 de diciembre de 2019.
A partir del año 2020, Galerías Santa Anita inicia su proceso de aperturas de tiendas de manera paulatina con la inauguración de la tienda Xiaomi, el cual inició sus operaciones el 1 de marzo de 2020.
El 27 de agosto de 2020, en tiempos de Pandemia de COVID-19 en México, Galerías Santa Anita pasa por una reestructuración comercial con la inauguración e inicio de operaciones de la tienda departamental sueca H&M. Posteriormente, el 30 de octubre del mismo año inicia operaciones la tienda departamental C&A en la planta alta del complejo comercial.
El 7 de mayo de 2022, Galerías Santa Anita pasa por otra reestructuración comercial con la inauguración del restaurante jalisciense La Ciudad de los Almuerzos. Posteriormente, el 24 de agosto de 2022, inició operaciones el parque temático Sealand, el cual surgió a través de la colaboración de la empresa mexicana El Puerto de Liverpool en la división Inmobiliaria Galerías con la empresa Ventura Entertainment, cuyo corte de listón inaugural fue encabezado por el entonces presidente municipal de Tlajomulco de Zúñiga, Salvador Zamora Zamora, junto con el CEO de Ventura Entertainment, Guido Benassini, así como de autoridades estatales y municipales, directivos del Puerto de Liverpool y de Ventura Entertainment.
El 16 de noviembre de 2022, el entonces presidente municipal de Tlajomulco de Zúñiga, Salvador Zamora Zamora arrancó el operativo del Buen Fin y Navideño en el centro comercial Galerías Santa Anita, el cual participaron dependencias municipales, entre ellas la comisaría, Protección Civil y Bomberos, Servicios Médicos Municipales e Inspección y Vigilancia de Tlajomulco de Zúñiga, además del apoyo de la Guardia Nacional así como 400 elementos de seguridad del municipio, esto con el objetivo de atender la seguridad de las personas y salvaguardar la integridad física de los visitantes y residentes del municipio de Tlajomulco de Zúñiga mediante recorridos por las avenidas principales como López Mateos Sur, Camino Real a Colima y Carretera a Chapala así como la vigilancia de los tianguis, corredores comerciales y gastronómicos, el control de ruido y pirotecnia y atención a personas sin hogar.
El 10 de noviembre de 2024, Galerías Santa Anita registró un conato de incendio originado desde una bodega de productos de limpieza, cuyo siniestro fue controlado por el personal de Protección Civil y Bomberos del municipio de Tlajomulco de Zúñiga, en los que desalojaron a 95 personas del centro comercial.

## Características
Galerías Santa Anita consta de un centro comercial estilo fashion mall estructurado a dos plantas, ubicado en la Avenida Adolfo López Mateos Sur al surponiente del Área Metropolitana de Guadalajara, Jalisco en la localidad de San Agustín en el municipio de Tlajomulco de Zúñiga. El complejo comercial cuenta con una superficie total de construcción de 214,800 m² dentro de una área total de terreno de 248,300 m², de los cuales 72,799 m² son de área rentable más 16,700 m² del Lago Artificial y de áreas verdes.
Empresarial y comercialmente, Galerías Santa Anita en su interior está conformado por 63 espacios comerciales, siete de los cuales son de tiendas ancla conformadas por una tienda departamental Liverpool, el cual cuenta con un piso de ventas de 33,000 m², así como otras tres tiendas departamentales enfocadas al giro de ropa (Suburbia, H&M y C&A), un boliche, un parque temático Sealand, propiedad de Ventura Entertainment y un complejo de salas de cine de la cadena mexicana Cinépolis. En tanto los 56 espacios restantes la conforman tiendas y boutiques en las divisiones de ropa, calzado, accesorios, hogar, videojuegos, telefonía movil, cuidado personal, juguetería y deportes, así como servicios (sucursales bancarias, cajeros automáticos y agencias de viajes), restaurantes, cafeterías y puestos de comida de índole local, estatal, regional, nacional e internacional. En su exterior, está compuesto por un lago artificial, un espacio de áreas verdes denominado Garden Galerías y un parque recreativo en la parte exterior del centro comercial a la altura de la Avenida Adolfo López Mateos Sur.
Administrativamente, el centro comercial Galerías Santa Anita es operado y se encuentra bajo propiedad de la empresa mexicana El Puerto de Liverpool en su División Inmobiliaria Galerías.